# EF Grønland
|  | Denne artikel er oprettet af botten Steenthbot ud fra en ekstern database. Den kan derfor have sproglige fejl eller mangler. Denne skabelon kan fjernes efter kontrol af indholdet. |

EF Grønland er en dansk oplysningsfilm fra 1972 instrueret af Svend Aage Lorentz.

## Handling
Ministeren for Grønland Knud Hertling om Grønlands særlige problemer i forbindelse med Danmarks evt. indtræden i EF.